# Willemetia tuberosa
Willemetia tuberosa, vrsta glavočike iz roda vilemetia (Willemetia) raširene od kavkaza na jug do Irana
W. tuberosa je višegodišnja zeljasta biljka žutih cvjetova. Rizom vitak, puzav. Stabljika visoka 10-50 (60) cm, u donjem dijelu debela 2-3 mm, jednostavna, bez listova, gola ili slabo dlakava.

## Sinonimi
- Calycocorsus tuberosus (Fisch. & C.A.Mey. ex DC.) Rauschert